# Neoscona lipana
Neoscona lipana là một loài nhện trong họ Araneidae.
Loài này thuộc chi Neoscona. Neoscona lipana được miêu tả năm 2008 bởi Alberto Barrion-Dupo.